# Related Designs
Die Related Designs GmbH war ein deutsches Entwicklungsstudio für Computerspiele mit Sitz in Mainz und bekannt für die Entwicklung der Anno-Spieleserie. Es war Teil des Ubisoft-Konzerns und firmiert seit dem 18. Juni 2014 als eines von drei Studios des Entwicklers Blue Byte (Blue Byte Mainz).

## Geschichte
Related Designs wurde 1995 von Thomas Pottkämper, Burkhard Ratheiser, Thomas Stein und Jens Vielhaben gegründet. Anfangs konzentrierten sie sich vor allem auf die Entwicklung kleinerer Spiele für das mittlere Preissegment, Werbespiele und Online-Spiele. Später entwickelten sie für Data Becker das Echtzeit-Strategiespiel America: No Peace Beyond the Line, welches im Jahre 2000 veröffentlicht wurde und mit rund 300.000 weltweit verkauften Kopien ein großer Erfolg war. Danach folgten mit No Man’s Land und Castle Strike zwei weitere Echtzeit-Strategiespiele.
Im Jahr 2006 entstand Anno 1701, der dritte Teil der Anno-Serie (mehr als 5,2 Mio. verkaufte Exemplare weltweit). 2007 übernahm Ubisoft durch den Erwerb des deutschen Publishers Sunflowers dessen Anteil von 30 % an Related Designs. Im Oktober 2007 folgte Der Fluch des Drachen, das Add-on zu Anno 1701. Im Dezember 2008 wurde die „Königs-Edition“, bestehend aus dem Hauptspiel Anno 1701 und dem Erweiterungspack Der Fluch des Drachen, veröffentlicht. Im Juni 2009 wurde der vierte Serienteil Anno 1404 veröffentlicht. Im Februar 2010 erschien das Add-on Anno 1404: Venedig.
Am 17. November 2011 folgte mit Anno 2070 die nächste Fortsetzung der Serie, der im Gegensatz zu den in der Vergangenheit spielenden Vorgängern auf ein Zukunftsszenario setzte. Am 11. April 2013 kaufte Ubisoft auch die restlichen 70 % der Geschäftsanteile und übernahm das Studio damit vollständig.

## Spiele
| Name                             | Veröffentlicht | Publisher                  | Genre                 |
| -------------------------------- | -------------- | -------------------------- | --------------------- |
| Die Pirateninsel                 | 1998           | Sunflowers                 | Geschicklichkeit      |
| 3D Minigolf                      | 1999           | Data Becker                | Simulation            |
| America                          | 2000           | Data Becker                | Echtzeit-Strategie    |
| America Add-on                   | 2001           | Data Becker                | Echtzeit-Strategie    |
| No Man’s Land                    | 2003           | cdv Software Entertainment | 3D Echtzeit-Strategie |
| Castle Strike                    | 2003           | Data Becker                | 3D Echtzeit-Strategie |
| Anno 1701                        | 2006           | Sunflowers                 | Aufbau-Strategie      |
| Anno 1701: Der Fluch des Drachen | 2007           | Sunflowers bzw. Ubisoft    | Aufbau-Strategie      |
| Anno 1404                        | 2009           | Ubisoft                    | Aufbau-Strategie      |
| Anno 1404 – Venedig              | 2010           | Ubisoft                    | Aufbau-Strategie      |
| Anno 2070                        | 2011           | Ubisoft                    | Aufbau-Strategie      |
| Anno 2070 – Die Tiefsee          | 2012           | Ubisoft                    | Aufbau-Strategie      |

## Auszeichnungen
- Deutscher Entwicklerpreis 2006 für Anno 1701
  - in der Kategorie Bestes Deutsches Spiel
  - in der Kategorie Best Game/Level Design
  - in der Kategorie Bestes Deutsches Strategiespiel
  - in der Kategorie Bestes Interface
  - in der Kategorie Bestes Spiele Grafiken
- GameStar Award 2006 für Anno 1701
  - in der Kategorie Bestes Strategiespiel
- Lara-Award 2007 für Anno 1701
  - in der Kategorie Lara Kids Award. Für das beste Spiel ohne Altersbeschränkung
  - in der Kategorie Lara Publikumspreis
- Deutscher Entwicklerpreis 2007 für Anno 1701 – Der Fluch des Drachen
  - in der Kategorie Bestes Strategiespiel
- red dot design award 2009 für Anno 1404
  - in der Kategorie Offline Game – Grand Prix, Best of the Best
  - in der Kategorie Offline Game – Communication Design
- Deutscher Entwicklerpreis 2009 für Anno 1404
  - in der Kategorie Bestes Deutsches Spiel
  - in der Kategorie Bestes Deutsches Strategiespiel
  - in der Kategorie Bestes Game Design
  - in der Kategorie Beste Grafik
  - in der Kategorie Bester Soundtrack
- GameStar Award 2009 für Anno 1404
  - in der Kategorie Bestes Strategiespiel